# 小猪进城
《小猪进城》（英語：Babe: Pig in the City）是1998年上映的澳大利亞電影，《小猪宝贝》的续集。与第一部不同的是，这次故事的主要场景发生在一座虚构的大都市。

## 情节
Arthur Hoggett 在修理一口水井时意外受伤而不能继续工作，这时银行也准备没收农场。为拯救农场，Arthur Hoggett 的妻子 Esme Hoggett 准备带领小猪贝贝参加一场展览会赚取演出费偿还银行的债务。但是在一个机场转机时却发生了一点意外，一头缉毒犬谎报案情，以致 Esme Hoggett 和小猪贝贝因被怀疑携带违禁物品而受到扣留盘查，因此错过了班机。为了等下一班班机，他们被迫停留在这座陌生的城市，隨後發生了各種驚險的意外。